# Wodnicha pachnąca

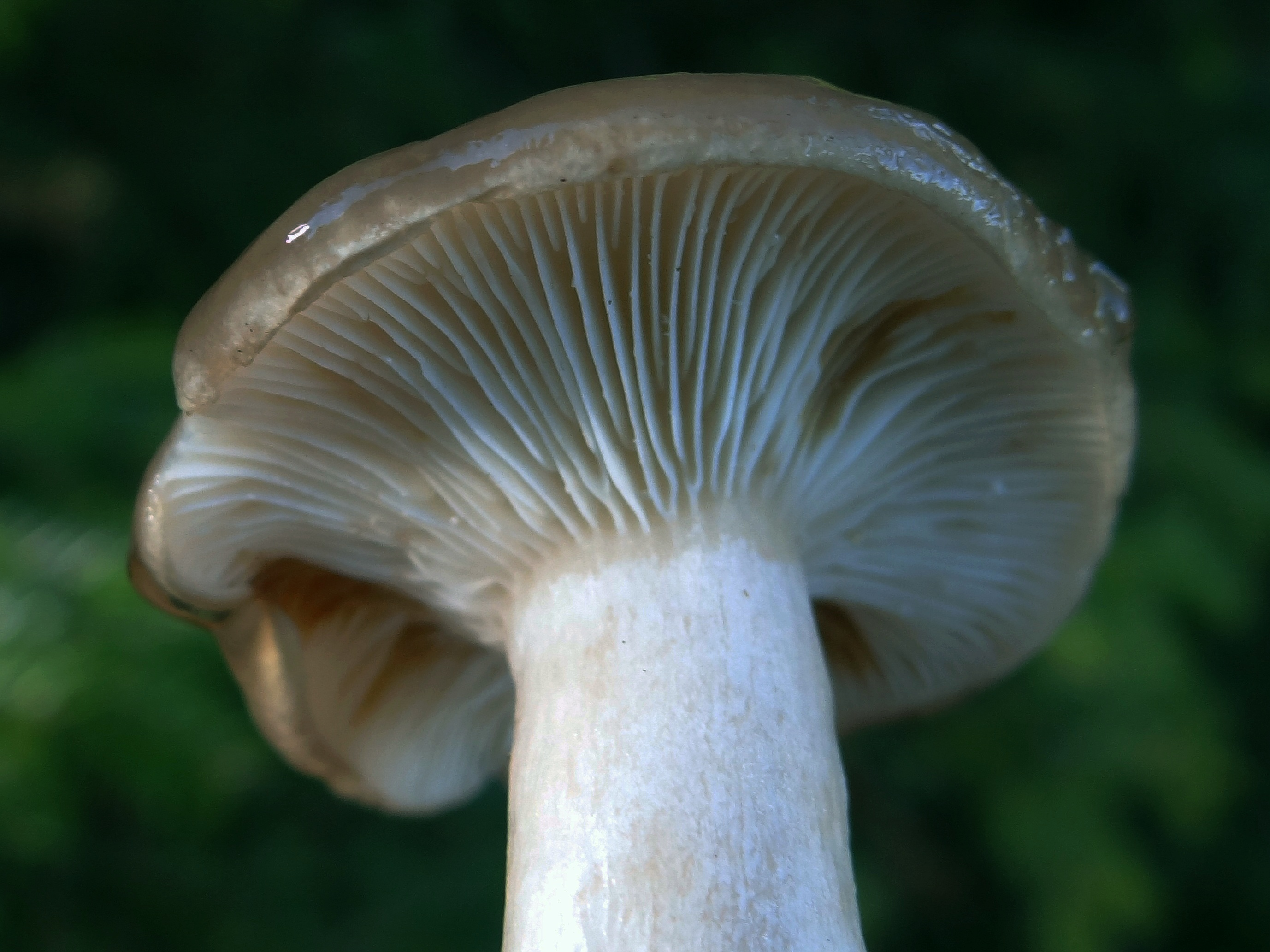
Blaszki wodnichy pachnącej

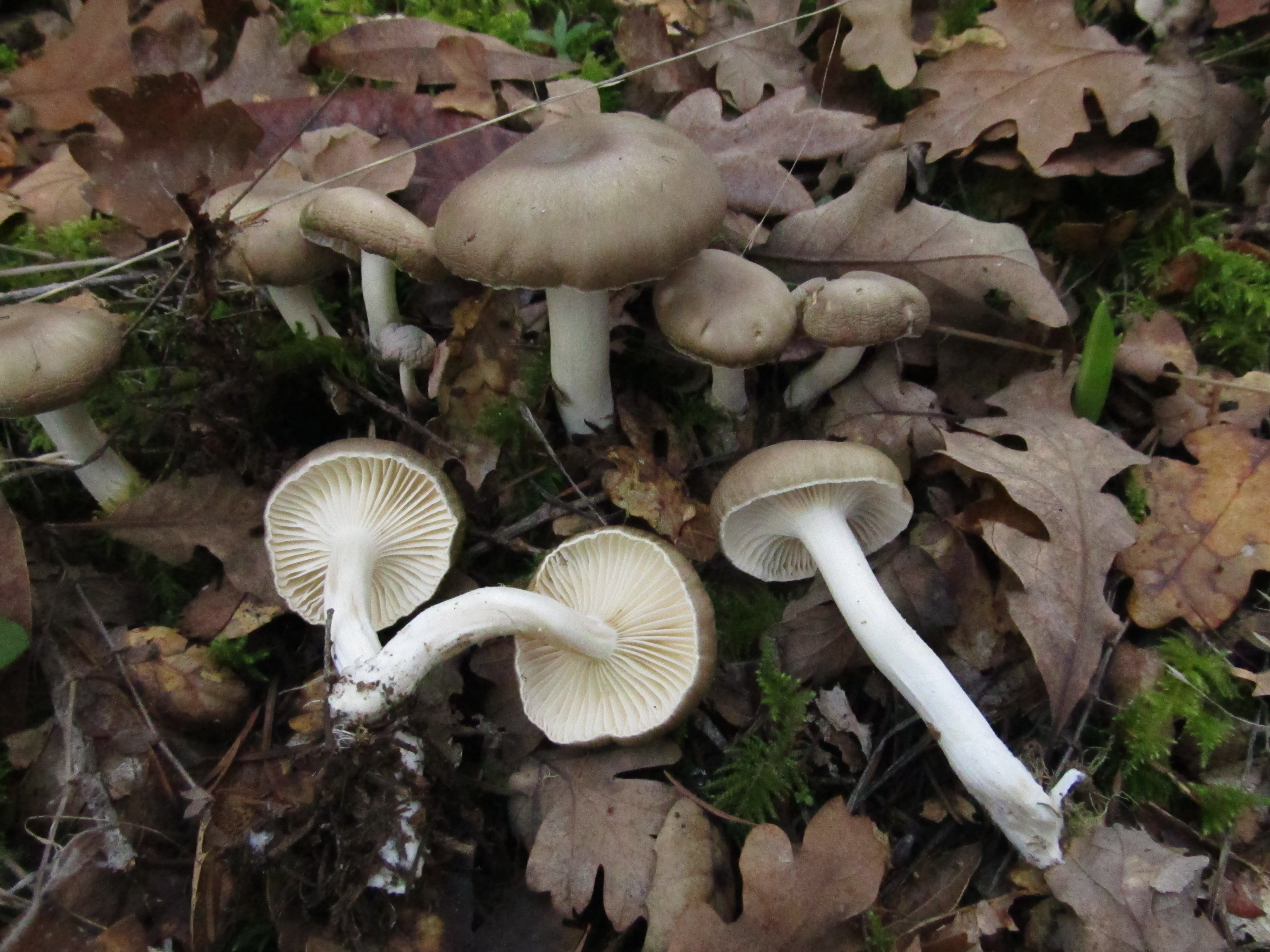
Młody okaz pokryty śluzem

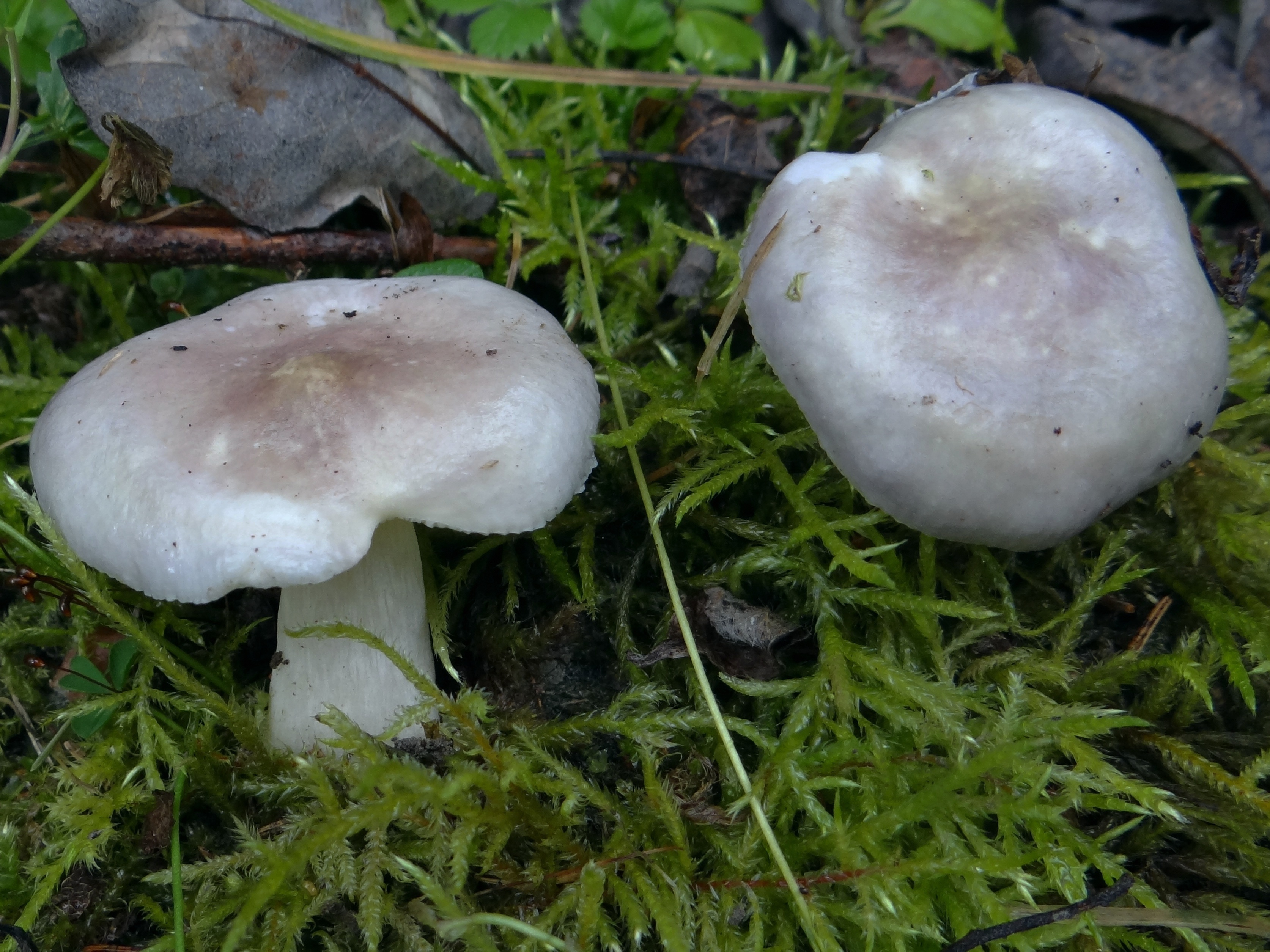

Wodnicha pachnąca (Hygrophorus agathosmus (Fr.) Fr.) – gatunek grzybów z rodziny wodnichowatych (Hygrophoraceae).

## Systematyka i nazewnictwo
Pozycja w klasyfikacji według Index Fungorum: Hygrophorus, Hygrophoraceae, Agaricales, Agaricomycetidae, Agaricomycetes, Agaricomycotina, Basidiomycota, Fungi.
Po raz pierwszy takson ten zdiagnozował w 1818 r. Elias Fries nadając mu nazwę Agaricus agathosmus. Obecną, uznaną przez Index Fungorum nazwę nadał mu w 1838 r. ten sam autor, przenosząc go do rodzaju Hygrophorus.
Synonimy naukowe:
- Agaricus agathosmus Fr. 1815
- Agaricus cerasinus Berk. in Smith Engl. Fl. 1836
- Hygrophorus agathosmus (Fr.) Fr. (1838) f. agathosmus
- Hygrophorus agathosmus f. albus Candusso (1997)
- Hygrophorus agathosmus f. aureofloccosus Bres. 1928
- Hygrophorus agathosmus var. aureofloccosus (Bres.) A. Pearson & Dennis 1948
- Hygrophorus cerasinus (Berk.) Berk. 1860
- Limacium agathosmum (Fr.) Wünsche 1877
- Limacium pustulatum var. agathosmum (Fr.) P. Kumm. 1871

Nazwę polską podała Barbara Gumińska w 1997 r.

## Morfologia
Kapelusz
Średnica 4–8 cm, za młodu jest półkulisty lub wypukły, silnie śluzowaty, później płaski lub nieco lejkowaty. Powierzchnia naga, śliska, lekko błyszcząca, kolor jasnoszary do popielatego. Brzeg początkowo podwinięty, później wyprostowany.
Blaszki
Grube i rzadko ustawione, nieco zbiegające na trzon. Początkowo są białe, potem siwe.
Trzon
Wysokość 4–9 cm, grubość 1–2 cm, walcowaty. Powierzchnia gładka, sucha, w górnej części nieco ziarenkowata, kosmkowata lub łuskowata. Barwa biaława.
Miąższ
Biały, o silnym słodkawym zapachu gorzkich migdałów lub marcepanu. Zapach jest dość wyraźny, jednak podczas chłodnej pogody jest słabo wyczuwalny.
Wysyp zarodników
Biały. Zarodniki eliptyczne, nierównoboczne, z wnękami. nieamyloidalne. Są cienkościenne i mają gładkie ściany. Rozmiar 7.5-9.5 × 4–5,5 μm.

## Występowanie i siedlisko
Opisano występowanie tego gatunku w Ameryce Północnej, Europie i Japonii. W Europie Środkowej gatunek rzadki, występuje tylko regionalnie i w rozproszeniu, najczęściej na terenach położonych powyżej 400 m n.p.m. W Polsce do 2000 r. jego stanowiska podano tylko w górnej części doliny Harczygrunt w Pieninach, ale w późniejszych latach podano wiele nowych stanowisk w różnych regionach Polski, a najbardziej aktualne podaje internetowy atlas grzybów. Znajduje się w nim na liście gatunków zagrożonych i wartych objęcia ochroną.
Rośnie w lasach iglastych, przeważnie w trawie lub mchach wzdłuż dróg leśnych.

## Znaczenie
Grzyb mykoryzowy. Grzyb jadalny, ale mało smaczny. Jadany jest np. w Rosji
Wykryto w nim co najmniej 5 związków chemicznych wykazujących działanie antyoksydacyjne: kwas szczawiowy, cytrynowy, jabłkowy, chinowy i fumarowy. Stwierdzono też, że ma działanie przeciwbakteryjne i antygrzybicze. Hamuje wzrost różnych patogennych bakterii, w tym Escherichia coli, Enterobacter aerogenes, Salmonella typhimurium, Pseudomonas aeruginosa, Staphylococcus aureus, Staphylococcus epidermidis i Bacillus subtilis, ale również hamuje wzrost drożdży Candida albicans i Saccharomyces cerevisiae. Sztucznie uprawiana grzybnia wodnichy pachnącej jest używana w szkółkach leśnych do mikoryzacji sadzonek.

## Gatunki podobne
- wodnicha świerkowa (Hygrophorus piceae) – jest biała i nie posiada aromatycznego zapachu[6]
- wodnicha kropkowana (Hygrophorus pustulatus). Odróżnia się delikatnie łuskowatym kapeluszem i trzonem[6]